# Jack Reacher
Jack Reacher (født 29. oktober 1960), almindelig kendt som ”Reacher” er den fiktive hovedperson, som optræder i romaner af den engelske forfatter Lee Child.
Reacher har tidligere gjort tjeneste i den amerikanske hær ved militærpolitiet som major og er uddannet på det amerikanske militærakademi West Point.
Reacher tjenestegjorde i 13 år ved militærpolitiet, som han forlod i 1997 med rang af major. Han var den eneste militærperson udenfor marinekorpset, som har vundet Wimbledon Cup, en konkurrence for snigskytter, der bliver afholdt på marinekorpset skole for snigskytter.
Efter at Reacher forlod militæret har han ikke haft noget fast arbejde.
Reacher er 6'5" høj (1,96 m) med en 50-tommer (127 cm) brystkassen, og vejer mellem 210 og 250 pund (100-115 kg). Han har is-blå øjne og beskidt blond hår. Han har meget lidt kropsfedt.
To af romanerne om Jack Reacher er blevet filmatiseret me Tom Cruise i titelrollen; Jack Reacher (2012) og Jack Reacher: Never Go Back (2016).

## Dekorationer
- Silver Star
- Defense Superior Service Medal
- Legion of Merit
- Soldier's Medal
- Purple Heart